# Alfonso Dávila Ortiz
Alfonso Dávila Ortiz (Bogotá, 4 de abril de 1922-Bogotá, 10 de noviembre de 2015) fue un ingeniero civil, diplomático, empresario y conservacionista colombiano, miembro del Partido Liberal Colombiano.
Dávila fue embajador ante España y Kuwait, Chargé d’Affaires ante los Estados Unidos de América, Gobernador del Departamento de Cundinamarca, Presidente de la Asociación Bancaria de Colombia, dos veces Presidente de la Sociedad Colombiana de Ingenieros y decano vitalicio de su Comisión de Expresidentes, Concejal de la ciudad de Bogotá DE, presidente vitalicio del Jockey Club de Bogotá, y miembro del Consejo Nacional de Obras Nacionales.

## Biografía
Alfonso Dávila Ortiz nació en Bogotá, Colombia, el 4 de abril de 1922, hijo de José Domingo Dávila Pumarejo y Paulina Ortiz.
Luego de la venta en 1926 al Municipio de Bogotá de la Compañía Nacional de Electricidad que su padre José Domingo Dávila había fundado (lo que llevó a la creación de las Empresas Unidas de Energía, de propiedad del Municipio), su padre llevó a parte de su familia a Europa (Bruselas, París e Eastbourne en Inglaterra) durante cinco años. Al regresar a Colombia, Dávila Ortiz recibió educación primaria y secundaria en el tradicional Gimnasio Moderno de Bogotá, en donde se graduó a la joven edad de 16 años por haber convalidado el primer año. 
Completó sus estudios de Ingeniería Civil en la Universidad Nacional de Colombia, sede Bogotá en 1943 a los 21 años. A la vez que gestionaba sus propias empresas de construcción completaría luego una maestría en Economía en la Universidad de los Andes de Bogotá (1963), una maestría en Mercadeo en España (1982) y un postgrado en Alta Gerencia en INALDE en Bogotá (1986). En 1961 la Universidad Distrital de Bogotá le otorgaría un doctorado honoris causa en Ciencias Forestales.

## Carrera profesional
Dávila Ortiz comenzó su carrera profesional recién graduado de ingeniero civil en el sector de la construcción de vivienda en Bogotá, a lo que siguió una carrera en la construcción de infraestructura pública en la década de 1950 y comienzo de la de 1960, especialmente en la Costa Atlántica de Colombia. Como gerente de empresas privadas fundadas por él con varios socios, fue responsable de varias obras importantes de infraestructura en el Caribe colombiano, como las carreteras Ciénaga-Barranquilla y Santa Marta-Riochacha, el aeropuerto Ernesto Cortissoz de Barranquilla, el aeropuerto Simón Bolívar de Santa Marta y el Ferrocarril del Atlántico (sector Santa Rosa-El Paso). Dichas intervenciones servirían como importantes impulsores al desarrollo de la región Caribe, cuyo aislamiento del centro del país habría sido constante tema de preocupación tanto para los políticos nacionales y regionales, como para varios empresarios locales.
En la década de 1940 Dávila Ortiz se contaría entre los profesionales colombianos que gradualmente remplazarían a las empresas extranjeras (principalmente de EE. UU.) en el diseño y construcción de edificios e infraestructura, en parte siguiendo las recomendaciones de una serie de informes acerca del desarrollo del país, tales como la Misión llamada Lauchlin Currie del Banco Mundial en 1949-1950.

## Carrera política
En el curso de su vida profesional, Dávila Ortiz fue asesor o cabeza visible de una serie de prominentes instituciones en Colombia. Su carrera política fue comparativamente breve, primero como Concejal electo de Bogotá (1972-1974), y luego como Gobernador del Departamento de Cundinamarca (1972-1974) nombrado por el presidente Misael Pastrana Borrero. Además de varias otras iniciativas, en desafío abierto de las costumbres políticas regionales, como Gobernador impulsó una reforma administrativa destinada a agilizar la gestión del Departamento que incluyó la creación de seis Zonas Administrativas encabezadas por un Vicegobernador y cuya función era coordinar el trabajo de los alcaldes municipales (a la sazón designados por el Gobernador, no electos por voto popular). También creó en 1974 la Corporación Forestal de Cundinamarca, la primera en su género en Colombia y pionera organización en un momento histórico en el que Colombia carecía de conciencia acerca del valor de los recursos naturales.
En varias ocasiones, sucesivos Presidentes de la República lo designaron como su representante en diversas regiones de Colombia durante las elecciones nacionales entre 1962 y 1972.

### Carrera diplomática
Su carrera como diplomático también fue comparativamente breve, pero incluyó dos representaciones de alto perfil. Representó a Colombia primero ante la Casa Blanca como Ministro Plenipotenciario (Chargé d'Affaires) en la embajada colombiana en Washington D. C. en 1975-1977, y luego como embajador de Colombia ante España y simultáneamente en Kuwait (no residente) en 1981-1983.

### Presidencias gremiales
Durante su larga vida profesional combinó la empresa privada con el liderazgo de asociaciones empresariales o gremiales. Fue en dos ocasiones Presidente de la Sociedad Colombiana de Ingenieros (1960 y 1961), en cuya función, entre otras importantes intervenciones, hubo de emitir un concepto técnico en julio de 1960 acerca de la controvertida 'Avenida de los Cerros' que debería rodear el este de Bogotá y cuyos costos deberían ser cubiertos con un impuesto de valorización. Fue también fundador y Presidente Nacional de la Cámara Colombiana de la Construcción  (1967-1972), lo que incluyó importantes logros como el de lograr que se incluyese la industria de la construcción como un sector económico en las Cuentas Nacionales, además de fortalecer la acción coordinada de diversos renglones del sector en varias ciudades del país.
Otros cargos de alto nivel incluyeron el de haber sido Presidente de la Asociación Bancaria de Colombia (1978-1981), Director encargado de Bouwcentrum Colombia (1969), miembro de las Juntas Directivas de, entre otras organizaciones, La Empresa de Teléfonos de Bogotá (ETB), Ferrocarriles Nacionales, la Universidad de la Sabana, fundador de la Escuela de Altos Negocios INALDE y miembro de la Junta Directiva del Jockey Club, su Presidente durante 11 años, y luego su Presidente Honorario vitalicio. Acerca de este tradicional club bogotano, la prestigiosa editorial Villegas Editores publicó un libro de memorias de Dávila Ortiz que fue merecedor de un primer premio en los Latino Awards Archivado el 25 de marzo de 2014 en Wayback Machine. en Nueva York en 2011.
Dávila Ortiz publicó acerca de una serie de temas de política pública de interés nacional tales como reforma del suelo urbano, reforma fiscal, la industria de la construcción, y reforestación, para lo cual se apoyó en una valiosa experiencia de cerca de seis décadas de experimentación en cultivos forestales en un predio en la región conocida como ‘Magdalena Medio’ en Colombia.
Dávila Ortiz murió rodeado de su familia el 10 de noviembre de 2015 a los 93 años de edad en la Clínica del Country de Bogotá

## Familia
El 22 de abril de 1944 se casó con Gladys Silva Chéreau, hija del General colombiano Miguel Silva Plazas y su esposa chilena Bertha Chéreau. Tuvieron ocho hijos, seis de los cuales sobreviven.

## Publicaciones (selección)
- “Por un alza del jornal mínimo agrícola. Un análisis crítico de la reforma agraria”. Suplemento, Revista Semana, 17 de marzo de 1959 (coautoría con Enrique Liévano Ricaurte).
- “Estatuto Nacional de la Construcción y el Urbanismo. Bases para una Reforma Urbana”, Boletín Informativo Camacol, julio de 1969.
- “Influencia y Perspectivas de la Ingeniería en Colombia”, Anales de Ingeniería Vol. LXIV, junio de 1960.
- “Renta Presuntiva frente a un Impuesto Territorial”, Revista Nacional de Ganadería n.º 1, 1 de mayo de 1965.
- “Estudio Económico del Desarrollo de una Ganadería Santa Gertrudis en pequeña escala”, Revista Nacional de Ganadería, n.º 2, vol. 1, junio de 1965.
- “Estudio de un método de incentivos para depositarios de ganado de ceba en compañía con el Fondo Ganadero de Cundinamarca”, Revista Nacional de Ganadería, vol. II, n.º 17-20, diciembre de 1966.
- Minifundio rural: Latifundio urbano, Populibro No. 45, Bogotá, 1970 (edición agotada en poco tiempo; existen al momento más de 200 referencias al este libro en el internet).
- La reforma administrativa de Cundinamarca, Imprenta Departamental, 1974.
- “La descentralización en el control de los recursos naturales”, Revista de la Cámara de Comercio de Bogotá, No. 30-31, marzo-junio de 1978.
- “Contribución a la política de seguridad, producción y empleo”, Cuaderno Asobancaria, 1978.
- La reforestación en Colombia: Visión de Futuro, Konrad Adenauer Stiftung-Fedemaderas, Bogotá, 2007. ISBN 958-44-2247-7
- El Jockey Club que yo conocí, Villegas Editores, Bogotá, 2010. ISBN 978-958-8293-73-8 (otorgado el primer premio en la categoría de Historia y Política en Nueva York el 25 de mayo de 2011 en el International Latino Book Awards).
- Confidencias a mis hijos y a mis nietos, Villegas Editores, Bogotá, 2014. ISBN 978-958-8836-17-1.